# Josef Keil
Josef Keil (* 13. Oktober 1878 in Reichenberg, Österreich-Ungarn; † 13. Dezember 1963 in Wien) war ein österreichischer Althistoriker, Epigraphiker und Klassischer Archäologe.

## Leben
Nach dem Studium der Klassischen Philologie und Archäologie, Alten Geschichte und Epigraphik in Wien (Promotion 1903) wurde Keil ab 1. April 1904 Sekretär des Österreichischen Archäologischen Instituts in Smyrna. Von dort aus wirkte er unter anderem an den österreichischen Ausgrabungen in Ephesos mit und unternahm mehrere Forschungsreisen durch Kleinasien.
Nach dem Kriegsdienst im Ersten Weltkrieg, bei dem Keil in Serbien schwer verwundet wurde, war er bis 1927 Sekretär des Österreichischen Archäologischen Instituts in dessen Zentrale in Wien. 1920 habilitierte er sich an der Universität Wien und wurde dort 1925 außerordentlicher Professor, 1927 ordentlicher Professor für Alte Geschichte an der Universität Greifswald. Von dort ging er 1936 nach Wien zurück, um als Nachfolger Adolf Wilhelms Professor für Griechische Geschichte und Epigraphik an der dortigen Universität zu werden. 1949 wurde er Direktor des Archäologischen Instituts der Universität, was er auch nach seiner Emeritierung 1950 blieb. Von 1949 bis 1956 war er Direktor des Österreichischen Archäologischen Instituts, z. T. gemeinsam mit Otto Walter und Fritz Eichler, ab 1938 Mitglied und von 1945 bis 1959 Generalsekretär der Österreichischen Akademie der Wissenschaften. 1955 wurde er zum auswärtigen Mitglied der Académie des Inscriptions et Belles-Lettres gewählt. Ferner war er Mitglied der Deutschen Akademie der Wissenschaften in Berlin, der Bayerischen Akademie der Wissenschaften und der Königlichen Akademie der Wissenschaften und Schönen Künste von Belgien. Keil erhielt die Ehrenmedaille der Bundeshauptstadt Wien und  1959 das Österreichische Ehrenzeichen für Wissenschaft und Kunst. Er wurde am Neustifter Friedhof bestattet.

## Werk
Von 1926 bis 1935 leitete Keil die österreichischen Ausgrabungen in Ephesos, die während dieser Zeit auch von einer amerikanischen philanthropischen Stiftung unterstützt wurden. Auch bei den nach dem Krieg wieder aufgenommenen Ausgrabungen unter Leitung seines Schülers Franz Miltner wirkte Keil beratend mit.
Seine zahlreichen Veröffentlichungen waren vor allem den Ausgrabungen in Ephesos und den dort gefundenen Inschriften gewidmet. Während der Zeit seiner Grabungsleitung erforschte er unter anderem den Domitianstempel, die Johannesbasilika und mehrere Gymnasien, ferner das Mausoleum von Belevi.
1906, 1908 und 1911 unternahm Keil zusammen mit Anton von Premerstein drei Forschungsreisen nach Lydien, wo ihm insbesondere die Auffindung zahlreicher antiker Inschriften gelang, die er teilweise selbst veröffentlichte (weitere aus seinem Nachlass durch Peter Herrmann in den Tituli Asiae Minoris). Ähnliche Reisen führte er auch in weitere Landesteile Kleinasiens durch, so 1914 nach Kilikien (mit Adolf Wilhelm).

## Auszeichnungen
- 1959: Österreichisches Ehrenzeichen für Wissenschaft und Kunst
- 1962: Preis der Stadt Wien für Geisteswissenschaften

## Schriften
- Josef Keil, Anton von Premerstein: Bericht über eine Reise in Lydien und der südlichen Aiolis, ausgeführt 1906 im Auftrage der Kaiserlichen Akademie der Wissenschaften (= Denkschriften der Kaiserlichen Akademie der Wissenschaften in Wien. Philosophisch-Historische Klasse. Band 53, Abhandlung 2). Hölder, Wien 1908.
- Josef Keil, Anton von Premerstein: Bericht über eine zweite Reise in Lydien, ausgeführt 1908 im Auftrage des K. K. Österreichischen Archäologischen Instituts (= Denkschriften der Kaiserlichen Akademie der Wissenschaften in Wien. Philosophisch-Historische Klasse. Band 54, Abhandlung 2). Wien 1911.
- Josef Keil, Anton von Premerstein: Bericht über eine dritte Reise in Lydien und den angrenzenden Gebieten Ioniens, ausgeführt 1911 im Auftrage der Kaiserlichen Akademie der Wissenschaften (= Denkschriften der Kaiserlichen Akademie der Wissenschaften in Wien. Philosophisch-Historische Klasse. Band 57, Abhandlung 1). Wien 1914.
- Ephesos. Ein Führer durch die Ruinenstätte und ihre Geschichte. Hölder, Wien 1915; 5. Auflage 1964.
- Josef Keil, Adolf Wilhelm: Denkmäler aus dem rauhen Kilikien (= Monumenta Asiae minoris antiqua. Band 3). Longmans, Green & Co., London 1931.